# Тувинский календарь
Тувинский календарь — тувинская система счисления больших промежутков времени, основанная на периодичности движения Солнца и Луны, вид лунно-солнечного календаря.
В отличие от хакасского календаря, названия месяцев представляют собой кальку китайских названий, что является следствием маньчжурского периода правления в Тыве:
- Январь — Бир ай (первый месяц, кит. Июэ, 一月, yīyuè)
- Февраль — Ийи ай (второй месяц, кит. Эръюэ, 二月, èryuè)
- Март — Уш ай (тув.Үш ай, третий месяц, кит. Саньюэ, 三月, sānyuè)
- Апрель — Дёрт ай (тув. Дөрт ай, четвёртый месяц, кит. Сыюэ, 四月, sìyuè)
- Май — Беш ай (пятый месяц, кит. Уюэ, 五月, wǔyuè)
- Июнь — Алды ай (шестой месяц, кит. Лююэ, 六月, liùyuè)
- Июль — Чеди ай (седьмой месяц, кит. Циюэ, 七月, qīyuè)
- Август — Сес ай (восьмой месяц, кит. Баюэ, 八月, bāyuè)
- Сентябрь — Тос ай (девятый месяц, кит. Цзююэ, 九月, jiǔyuè)
- Октябрь — Он ай (десятый месяц, кит. Шиюэ, 十月, shíyuè)
- Ноябрь — Он бир ай (одиннадцатый месяц, кит. Шииюэ, 十一月, shíyīyuè)
- Декабрь — Он ийи ай (двенадцатый месяц, кит. Шиэръюэ, 十二月, shí'èryuè)